# Coming Home (álbum de Usher)
Coming Home é o nono álbum de estúdio solo do cantor estado-unidense Usher. Foi lançado no dia 9 de fevereiro de 2024, pela gravadora gama. simultaneamente com a apresentação de Usher no intervalo do Super Bowl LVIII.
Foi o primeiro álbum solo de Usher desde Hard II Love, lançado em 2016 e é a sequencia do lançamento de seu álbum colaborativo com o produtor musical Zaytoven, A, lançado em 2018. Coming Home também trás colaborações de diversos artistas como Burna Boy, Summer Walker, 21 Savage, Latto, The-Dream, HER, Pheelz e Jungkook.
Coming Home chegou a segunda posição na Billboard 200 nos Estados Unidos e teve recepções geralmente favoráveis da critica, enquanto o single "Good Good" alcançou o top 30 na Billboard Hot 100

## Recepção
Coming Home recebeu críticas geralmente favoráveis dos críticos. No Metacritic, que atribui uma classificação normalizada de 100 às avaliações dos críticos tradicionais, o álbum tem uma pontuação média de 76 com base em nove avaliações.  Jon Pareles , escrevendo para o The New York Times , comentou que o álbum teve o retorno do cantor em "disfarces familiares". Ele descobriu que Coming Home "resume e expande o que Usher faz de melhor" Em sua crítica para a Rolling Stone , Brittany Spanos escreveu que Coming Home foi "apropriadamente intitulado: o extenso LP de vinte músicas da estrela é nostálgico e familiar, pois Usher se inclina para o passado sem torná-lo obsoleto [...] O álbum é um lembrete de que ele é muito bom em muitas coisas. Fico feliz que ele tenha voltado para casa." Julianne Escobedo Shepherd da Pitchfork escreveu que Usher "continua mais confortável e eficaz interpretando o amante sensual com abdominais atraentes, onde até mesmo a metáfora sexual mais flagrante não parece desagradável" e ele "mantém a versatilidade que estabeleceu ao longo dos anos" no álbum. Menos impressionado, Mark Richardson, do The Wall Street Journal, chamou Coming Home de "decididamente irregular, com um punhado de momentos estranhos e trechos maçantes"

## Desempenho comercial
Nos Estados Unidos, o álbum estreou na segunda posição da Billboard 200 dos EUA, com vendas totais de 91 mil unidades equivalentes ao álbum, calculadas a partir de 45,8 milhões de streams digitais e 53.000 cópias puras de álbuns. Coming Home marca o nono álbum de Usher a chegar no top 10 da Billboard 200. O álbum marcou a segunda maior estreia da semana e foi o álbum mais vendido da semana em cópias físicas, com 53 mil unidades, sendo 47.500 em vendas digitais e 5.500 (4.000 em CD e 1.500 em vinil) de vendas físicas.
A estreia marcou as maiores vendas na primeira semana de um álbum de R&B após quatro anos, desde o álbum ao vivo de Lionel Richie de 2019, Hello From Las Vegas, que vendeu 65.000 cópias em sua semana de estreia.

## Lista de faixas
| N.º            | Título                 | Producer(s)                                                   | Duração |  |
| 1.             | "Coming Home"          | Pheelz                                                        |         |  |
| 2.             | "Good Good"            | Mel & Mus                                                     |         |  |
| 3.             | "A-Town Girl"          | Ghost-Kid K. Thomas [v]                                       |         |  |
| 4.             | "Cold Blooded"         | The-Dream Williams                                            |         |  |
| 5.             | "Kissing Strangers"    | Busbee Daly Ben "Bengineer" Chang [v]                         |         |  |
| 6.             | "Keep on Dancin'"      | Tricky Stewart Jerk Pop                                       |         |  |
| 7.             | "Risk It All"          | H.E.R.                                                        |         |  |
| 8.             | "Bop"                  | The-Dream Hit-Boy                                             |         |  |
| 9.             | "Stone Kold Freak"     | Ghost-Kid Rico Love K. Thomas Jakub "Jakob Malibu Lee" Liszko |         |  |
| 10.            | "Ruin"                 | Pheelz                                                        |         |  |
| 11.            | "Big"                  | Chang[v]                                                      |         |  |
| 12.            | "On the Side"          | Jermaine Dupri Cox                                            |         |  |
| 13.            | "I Am the Party"       | Dupri Cox                                                     |         |  |
| 14.            | "I Love U"             | The-Dream Stewart D'Mile                                      |         |  |
| 15.            | "Please U"             | Oliver                                                        |         |  |
| 16.            | "Luckiest Man"         | B.A.M. [v]                                                    |         |  |
| 17.            | "Margiela"             | The-Dream JLack                                               |         |  |
| 18.            | "Room in a Room"       | Anthony R. Smith[v]                                           |         |  |
| 19.            | "One of Them Ones"     | D'Mile D. Thomas                                              |         |  |
| 20.            | "Standing Next to You" | Andrew Watt Cirkut Smith [v]                                  |         |  |
| Duração total: | Duração total:         | Duração total:                                                | 66:40   |  |

## Paradas
| Chart (2024)                                  | posição |
| --------------------------------------------- | ------- |
| Australian Albums (ARIA)                      | 46      |
| Australian Hip Hop/R&B Albums (ARIA)          | 12      |
| Áustria (Ö3 Austria Top 40)                   | 65      |
| Bélgica (Ultratop Flandres)                   | 59      |
| Bélgica (Ultratop Valônia)                    | 69      |
| Canadá (Billboard)                            | 24      |
| Países Baixos (Dutch Charts)                  | 19      |
| França (SNEP)                                 | 51      |
| Alemanha (Offizielle Deutsche Charts)         | 61      |
| Japanese Hot Albums (Billboard Japan)         | 36      |
| New Zealand Albums (RMNZ)                     | 22      |
| Nigerian Albums (TurnTable)                   | 34      |
| Portugal (AFP)                                | 169     |
| Suíça (Schweizer Hitparade)                   | 24      |
| Reino Unido (Official Albums Chart)           | 24      |
| Reino Unido (UK Independent Albums Chart)     | 7       |
| Reino Unido (UK R&B Albums Chart)             | 4       |
| Estados Unidos (Billboard 200)                | 2       |
| Estados Unidos (Billboard Independent Albums) | 1       |
| Estados Unidos (Top R&B/Hip Hop Albums)       | 2       |